# Oesig

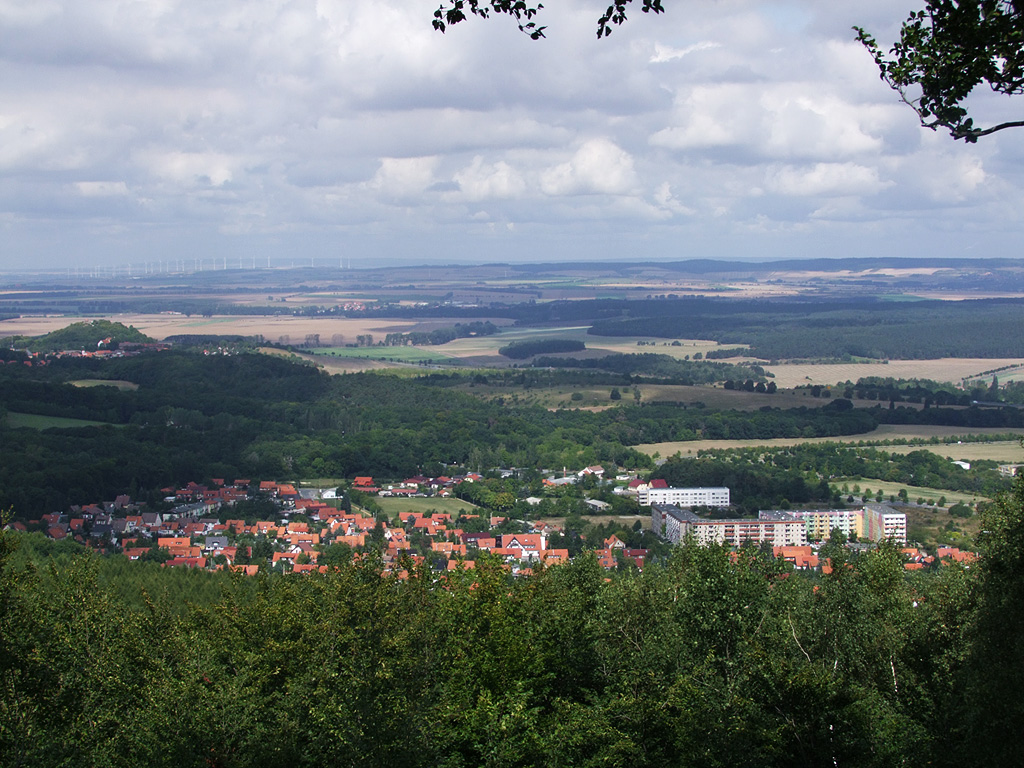
Blick auf Blankenburg, Ortslage Oesig von Wilhelm-Raabe-Warte aus gesehen

Oesig ist eine Ortslage in der Stadt Blankenburg (Harz), Landkreis Harz, Sachsen-Anhalt, Deutschland und liegt am östlichen Ausgang des Silberbornsgrund. Im rechtlichen Sinne handelt es sich bei der Oesig seit 2010 um keinen Orts- bzw. Stadtteil mehr, sondern lediglich um eine Ortslage/Gebiet in der Stadt Blankenburg (Harz).

## Geografische Lage
Die Oesig liegt im Nordharz, westlich in der Stadt Blankenburg (Harz). Südlich und westlich wird die Oesig von den ersten Gebirgserhebungen des Harzes begrenzt. Während die bewohnten Gebäude des Ortes nur zwischen 220 und 280 m ü. NN liegen, liegt der höchste Punkt der umliegenden Anhöhen (Staufenberg) bei 434 m ü. NN.
Die Fläche der Oesig erstreckt sich auf etwa 1,5 km². Die Einwohnerzahl liegt bei circa 1800 (Seniorenheime mitgezählt).

## Geschichte
Erste bekannte Aufzeichnungen datieren aus dem Jahr 1935. Von 1936 bis 1938 wurde fast die gesamte Siedlung erbaut, wie sie bis heute vorhanden ist.
Nahezu alle Häuser hatten denselben Aufbau und dienten der Unterbringung von Arbeitern aus dem zwischen Blankenburg und dem Stadtteil Oesig gelegenen Industriebetrieb Harzer Werke, die 1872 gegründet wurden. Des Weiteren wurden Bergleute für die in der Nähe liegenden Bergwerke gebraucht.
Im Zuge des immensen Bedarfs an Kriegsgerät und anderen metallischen Industriegütern, stieg der Bedarf an Arbeitskräften in der Region.
Auf dem Lindenberg wurde das KZ-Außenlager Blankenburg-Oesig für die verfolgte jüdische Bevölkerung errichtet. In der näheren Umgebung existieren außerdem die Außenlager Blankenburg-Regenstein und Langenstein Zwieberge.
Das ehemalige Lager wurde im Ortsteil Oesig zu DDR-Zeiten (bis 1976) als Diesterweg-Oberschule genutzt. In den 1990er Jahren fiel es dem Vandalismus zum Opfer. Heute befindet sich dort ein Gedenkstein mit Kranz zur Mahnung und Erinnerung an die Verbrechen gegen die Menschlichkeit im Zweiten Weltkrieg.
Die Oesig gehörte bis 1945 als Ortsteil zur Gemeinde Michaelstein im braunschweigischen Kreis Blankenburg und gelangte 1952 an den Kreis Wernigerode des DDR-Bezirks Magdeburg.
Auch zu DDR-Zeiten war der Bedarf an Arbeitskräften gegeben. So produzierten die Harzer Werke in großem Stil Heizkörper, Zylinderlaufbuchsen für Schiffsdiesel und Lkw sowie andere Gusselemente für Industrie und Privatpersonen. Infolgedessen siedelten sich weitere Menschen im Ortsteil Oesig an.
1976 wurde die Adolf-Diesterweg POS errichtet. 1987 wurde eine Plattenbau-Siedlung (Typ WBS 70) erbaut, um den Bedarf an Wohnflächen in Blankenburg zu befriedigen. Kurze Zeit später wurde der alte Kindergarten geschlossen und ein neuer Kindergarten errichtet (ebenfalls Plattenbau).
Die Wende des Jahres 1989 und die angespannte Haushaltslage führten ab 1995 zu einem massiven Schülerschwund. Infolgedessen wurde die Diesterweg-Schule geschlossen. Nach einem Brand in dem Gebäude sanierte der neue Besitzer das ehemalige Schulgebäude, um es zu dem Sitz des Heimatvereins umzugestalten. Die Renovierungsarbeiten wurden 2005 abgeschlossen. Im Gebäude befindet sich nun die öffentliche Gaststätte „Zur alten Schule“ mit einer Kegelbahn und Partyräumen.
Aufgrund des Wegzugs weiterer Familien und junger Menschen, sank nun auch die Zahl der Kindergartenkinder derart, dass Bürgermeister und Stadtrat von Blankenburg (Harz) 2005 zum Handeln gezwungen wurden. Der erst 18 Jahre zuvor errichtete Kindergarten wurde vorerst geschlossen. Das Gebäude wurde saniert und beherbergt nun ein Mehr-Generationen-Haus (Senioren und Kinder unter einem Dach).

## Kultur und Sehenswürdigkeiten
In unmittelbarer Nähe steht die Wilhelm-Raabe-Warte (ursprünglich Kaiserwarte), ein Aussichtsturm mit Gaststätte, der heute in Privatbesitz ist und nur noch von außen besichtigt werden kann. Der Erholung dienen die zahlreichen Wanderwege, die teilweise offiziell als Mountainbike-Touren und Nordic-Walking-Routen ausgewiesen sind. Im Nordwesten des Gebiets liegen zudem einige Teiche mit zahlreichen Stockenten. Im Sommer konnte der Mönchemühlenteich mit Booten befahren werden, der Bootsverleih ist jedoch zurzeit außer Betrieb. Am Ende des Teichs gibt es einen Wasserfall, der als Goldbach weiter Richtung Blankenburg (Harz) fließt. Ebenfalls in Nähe steht die Teufelsbad-Fachklinik mit Moorbädern etc. In Nachbarschaft zum Teufelsbad befindet sich das Kloster Michaelstein. Das Kloster ist ein Museum, zu besichtigen sind die Klostergärten, die Klausur sowie die Musikausstellung „KlangZeitRaum“ mit interaktiven Elementen. Eine Forellenzucht ist ebenfalls dort beheimatet. Dort wo einst die Grund- und Sekundarschule war, befindet sich heute das Gasthaus „Zur Alten Schule“ mit Kegelbahn.

## Verkehr
Etwa 2 km entfernt befindet sich seit 2006 eine Auffahrt zur Bundesautobahn 36 in Richtung Wernigerode/Quedlinburg. Die ebenfalls in der Nähe gelegene B 81 führt Richtung Halberstadt/Oberharz.
Weitere Verbindungsstraßen führen zum Kloster Michaelstein, den Ortsteilen Heimburg, Derenburg und zum Stadtgebiet Blankenburgs.
Es bestehen direkte Busverbindungen nach Wernigerode, Thale und Quedlinburg.
Durch den Ort führt der Europaradweg R1.